# Gadara Region Project

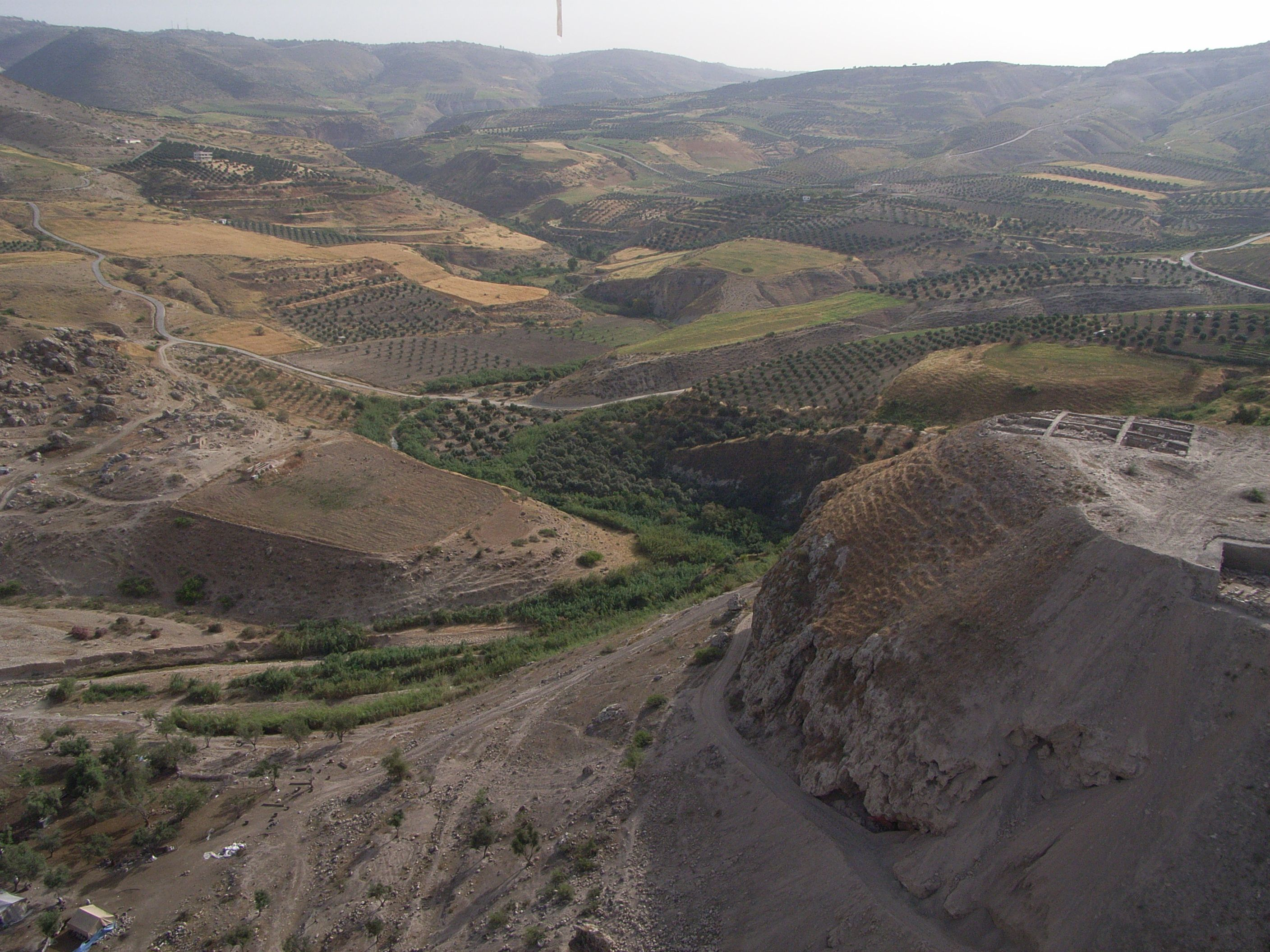
Das Wadi el-'Arab und der Tall Zira'a; Blick nach NOO

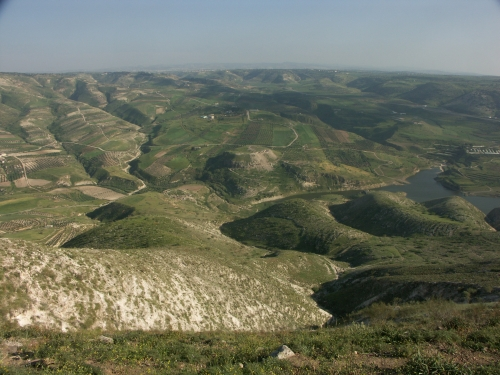
Das Wadi el-'Arab mit dem Tall Zira'a 2007

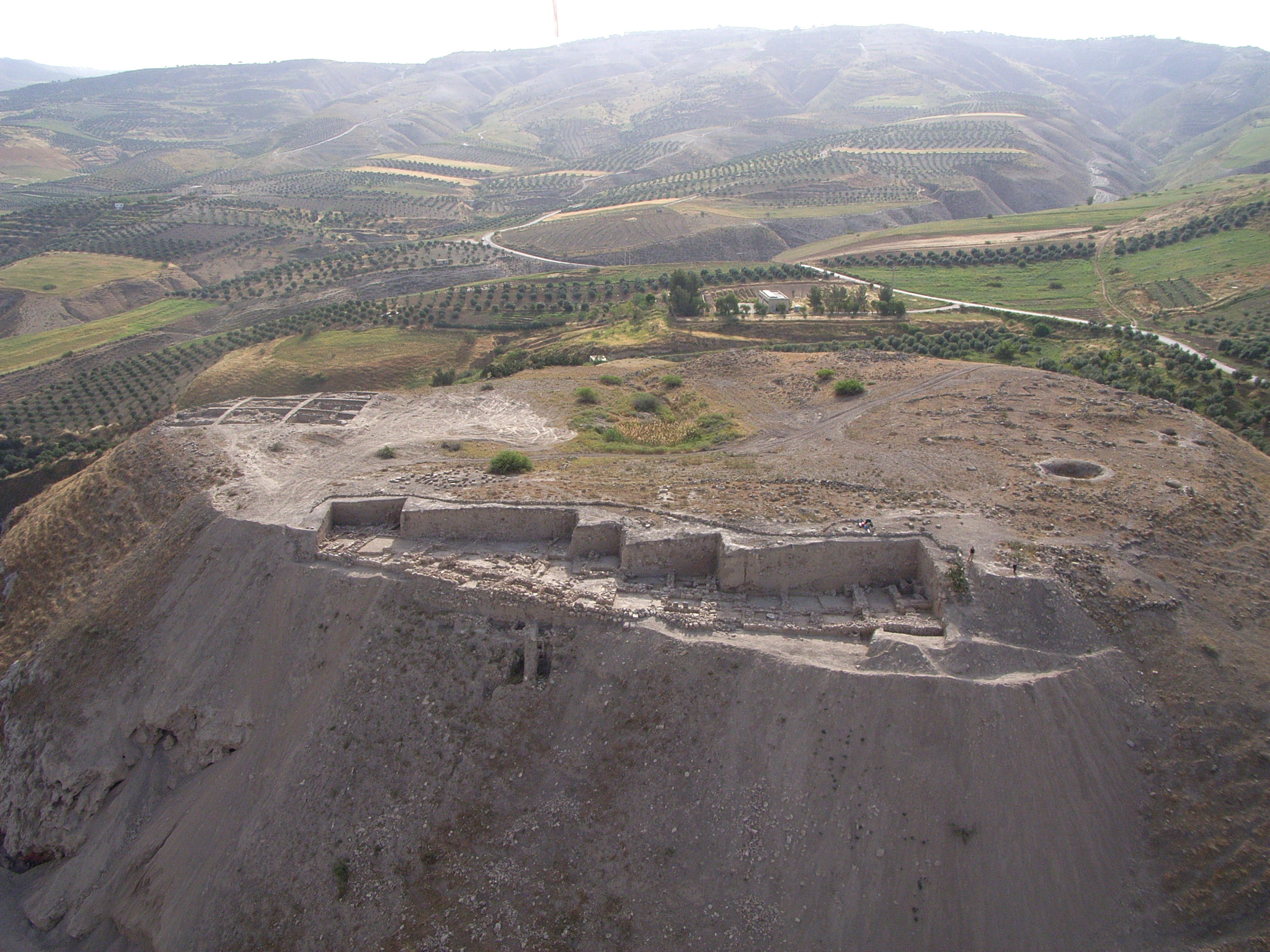
Der Tall Zira'a im Frühjahr 2008

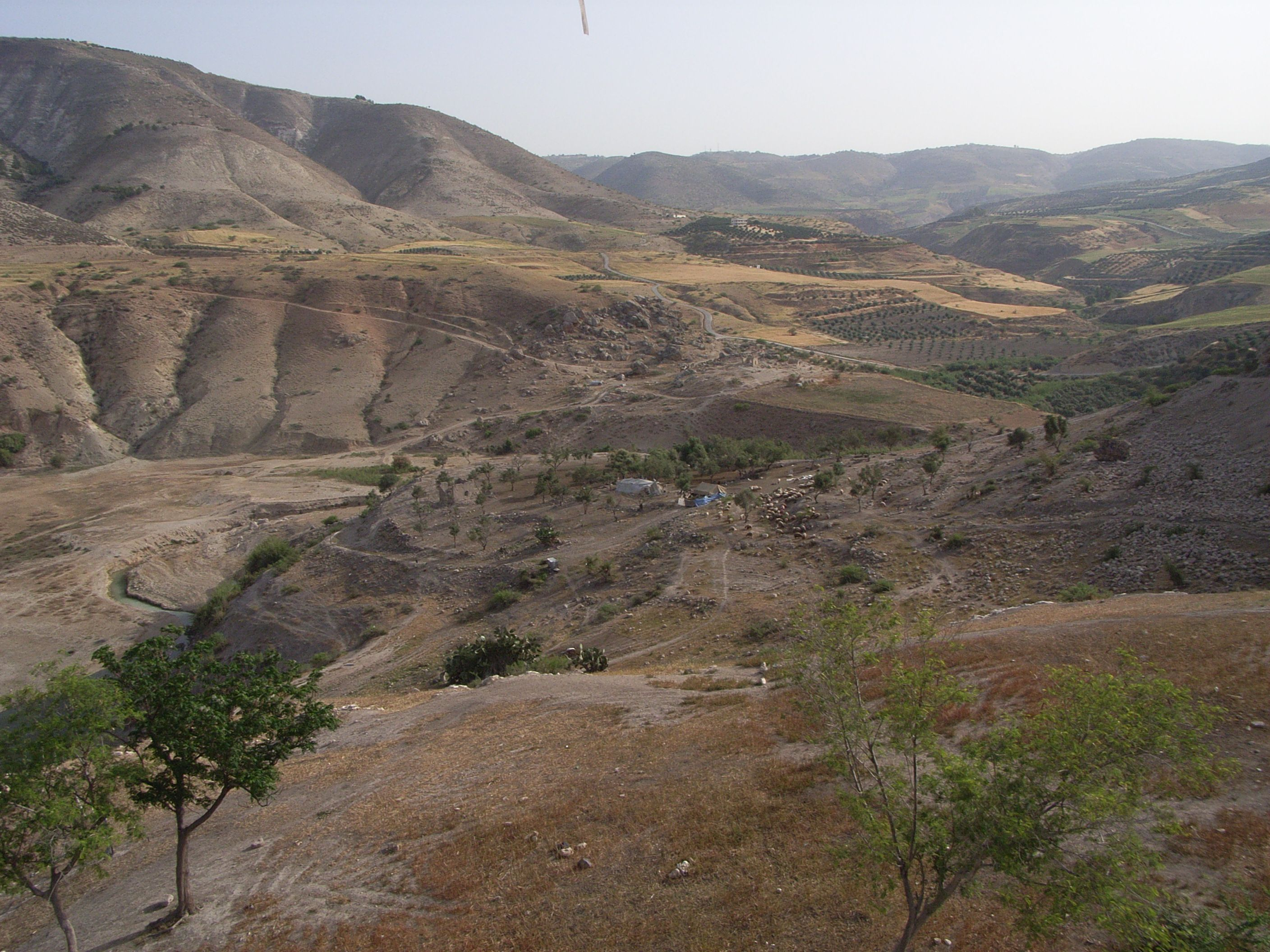
Blick ins Wadi el-'Arab über eine der ehemaligen Unterstädte des Tall Zira'a

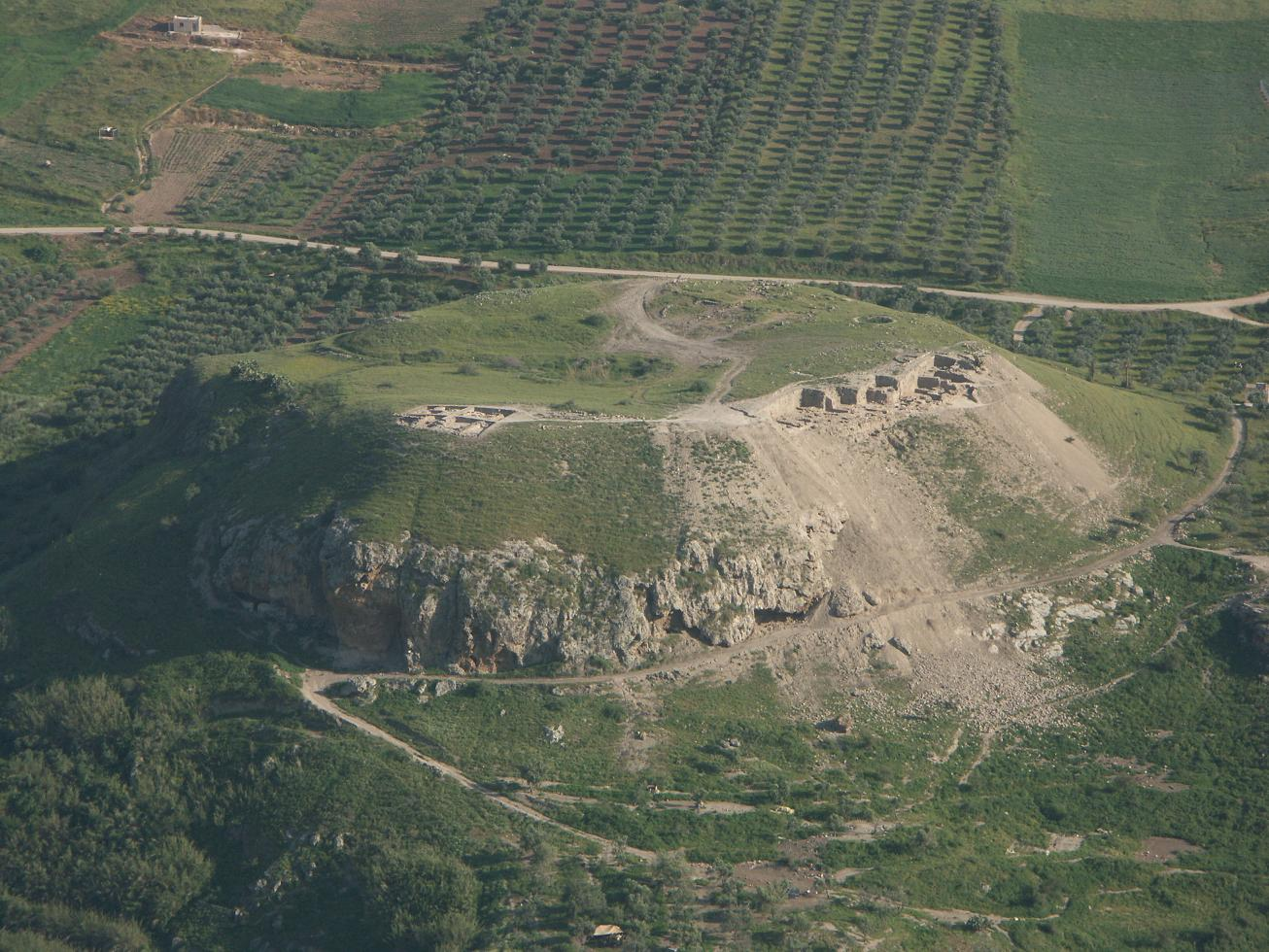
Der Tall Zira'a 2007

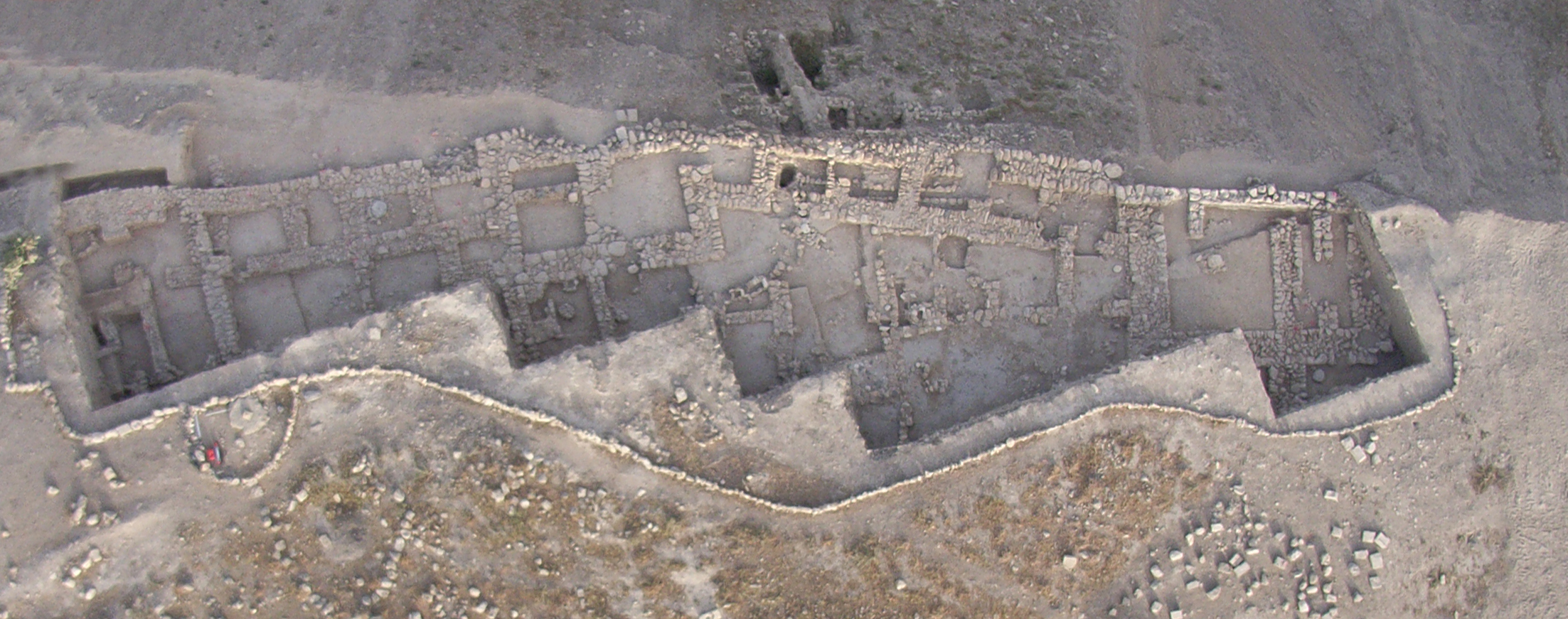
Areal I im Frühjahr 2008 (1100 m²)

Das Gadara Region Project ist ein archäologisches Projekt in Nordjordanien, südlich der antiken Dekapolisstadt Gadara bei Umm Qais. Es konzentriert sich auf ca. 25 km² in den Bereichen des Wadi al-'Arab und des Wadi az-Zahar. Das Projekt wird getragen vom Biblisch-Archäologischen Instituts Wuppertal (BAI) und dem Deutschen Evangelischen Institut für Altertumswissenschaft des Heiligen Landes (DEI) Jerusalem und Amman, zugleich Forschungsstelle des Deutschen Archäologischen Instituts.

## Lage und Besiedlung
Das zu untersuchende Gebiet umfasst die Einzugsgebiete des Wadi al-'Arab und des Wadi az-Zahar, die in das obere Jordantal münden. Von großer Bedeutung für die Archäologie sind vor allem drei Siedlungshügel, der Tall Zira'a, der Tall Qaq und der Tall Kenise, die allesamt eine lange Besiedlungszeit aufweisen. Von diesen erschien der Tall Zira'a für eine Ausgrabung am vielversprechendsten, weil er aufgrund seiner über 5000-jährigen Besiedlungszeit und als zentraler Ort der Region die Entwicklung des Gebietes und der Außenbeziehungen am besten widerspiegelt.
Es gibt kaum ein Gebiet in Palästina, in dem die Geschichte der Region in einem derart konzentrierten Umfeld erforscht werden kann. Das etwa fünf Kilometer südwestlich der antiken Stadt Gadara gelegene tief eingeschnittene Tal ist in seiner Vielgestaltigkeit ein Glücksfall für die Archäologie. Zahlreiche Quellen, fruchtbarer Boden und ein gemäßigtes Klima bieten hervorragende Lebensbedingungen. Auf dem alles beherrschenden Tall Zira'a bietet eine artesische Quelle beste Siedlungsmöglichkeiten. Hier haben Menschen deshalb über 5000 Jahre kontinuierlich gesiedelt. Die beiden anderen großen Talls – Tall Qaq und Tall Kenise – befinden sich in unmittelbarer Nähe dieses zentralen Ortes.
Außerdem durchzieht ein bedeutender Handelsweg das Tal, der Ägypten mit Syrien und schließlich dem Zweistromland verband. Mehr als hundert Fundstätten menschlicher Besiedlung vom Paläolithikum bis in die islamische Zeit sind bisher bekannt. Siedlungen, Kanäle, Wassermühlen, Zisternen, Ölpressen, Weinkeltern, Wachtürme, Grabanlagen und der Tall Zira'a mit mehr als 5000 Jahren Siedlungstätigkeit bieten der Altertumsforschung vielfältige Betätigungsfelder.

## Forschungsgeschichte
Der Erste, der die archäologische Bedeutung des Wadi el-'Arab erkannte, war Gottlieb Schumacher. Seine Beobachtungen vermitteln einen Eindruck vom Wasserreichtum und von einer heute unvorstellbaren Flora und Fauna, wie sie noch im letzten Jahrhundert in dieser Gegend anzutreffen war. „Ungefähr ein Dutzend Quellen treten hier an den Abhängen hervor, überwachsen mit Schilf und Oleander, und fließen in einem Bach ab, der im Juni 1885 bei einer Breite von 4,2 m eine Tiefe von 25 cm hatte und köstliches, klares Wasser zeigte... Infolge des starken Gefälles ist der Fluss wohl geeignet, eine Anzahl von Mühlen (scil. 14!) zu treiben... Sie sind sehr primitiver Konstruktion und haben in der Regel nur einen Mahlgang; bei besserer Einrichtung würden sie ihrem Besitzer einen stattlichen Gewinn abwerfen. Die Ufer des Flusses sind reichlich überwachsen von Oleander, Himbeergebüsch und Schilfrohr. Kleine, natürliche Teiche, die übrigens voll von Fischen sind, bieten Gelegenheit zu einem erfrischenden Bade“.
Nelson Glueck besuchte das Gebiet 1942. Dabei berichtet er auch über den “singularly imposing and completely isolated hill of Tell Zera'ah ...” und erwähnt die Quelle auf dem Plateau des Tells als “result of a natural siphon phenomenon leading the underground flow of the water from the higher level of the hills beyond down to below the bottom and, as through a pipe piercing its center, up to the top of Tell Zera'ah”.
Am 14. und 15. März 1978 wurde vor dem Bau des Wadi al-'Arab-Staudamms eine archäologische Rettungsuntersuchung des Gebietes vorgenommen. Das Team blieb hinter den Erkenntnissen seiner Vorgänger zurück, erwähnte in seinen Aufzeichnungen nur drei Ortslagen, darunter den nicht zu übersehenden Tall Zira'a, den man als frühbronzezeitlich und spätbyzantinisch besiedelt identifizierte.
Im September 1983 wurde die erste Kampagne der von Jack Henbury-Tenison geplanten Oberflächenuntersuchung im Wadi al-'Arab durchgeführt. Dabei wurden während 18 Tage Feldarbeit 102 archäologisch bedeutsame Orte dokumentiert. Der Survey wurde nicht fortgeführt.
Das Gadara Region Projekt knüpfte an dieser Untersuchung im Jahr 2001 im Auftrag des Biblisch-Archäologischen Institut Wuppertal (BAI) unter der Federführung von Dieter Vieweger an, seit 2004 in Kooperation mit Jutta Häser. Das Projekt erforschte die Gadara-Region interdisziplinär.
Dabei stand in den Jahren 2001 und 2002 der Survey des Hauptortes Tall Zira'a, seiner Unterstädte und seiner nächsten Umgebung im Mittelpunkt. Von 2003 bis 2011 wurde hier kontinuierlich ausgegraben. In den Jahren 2004–2006 bildete zudem die Erkundung prähistorischer und antiker sowie mittelalterlicher Wege- und Straßensysteme einen wichtigen Schwerpunkt. Seit März 2009 erforschte ein Survey das Wadi al-'Arab und das Wadi az-Zahar vollständig (50 km²). Der Survey wurde 2013 abgeschlossen.
Seit 2017 erscheint die Endpublikation der archäologischen Forschungen auf dem Tall Zira'a und im Gadara Gebiet.
Die archäologischen Forschungen auf dem Tall Zira'a und in dessen Umfeld sollen ab Herbst 2018 fortgeführt werden.

## Ziele
Einen Schwerpunkt des Projektes bildet die Erkundung der Besiedlungsgeschichte der Siedlungskammer südlich von Gadara. Es soll untersucht werden, in welcher Weise die Gadara-Region in vorklassischer Zeit besiedelt war und wie sich das Siedlungssystem während der Zeit der Dekapolis veränderte, als Gadara das neue Zentrum der Region wurde. Und schließlich wird gefragt, wie und warum sich der Siedlungsschwerpunkt im 8. Jahrhundert n. Chr. wieder in das Wadi al-'Arab zum Tall Zira'a verschob.
Im Zusammenhang mit den aufgefundenen Artefakten, den topografischen Gegebenheiten und den Besiedlungsstrukturen im Verlaufe der Zeitgeschichte wird die mehrfache Veränderung von Handelswegen untersucht.
Weiterhin interessiert, wie die Bewohner im Verlaufe der Jahrtausende während recht unterschiedlicher klimatischer Voraussetzungen ihre Überlebensstrategien an die naturgegebenen Voraussetzungen des Tales anpassten bzw. auf die Veränderungen ihrer Ressourcen reagierten.
Hierzu gehört die Untersuchung der technischen Möglichkeiten der Bewohner des Talls in unterschiedlichen Epochen seiner Besiedlung, insbesondere die handwerklichen Entwicklungen bei der Herstellung von Keramik, Glas, Fayence und Quarzfritte sowie bei der Metallbearbeitung.
Außerdem werden die landwirtschaftlichen Voraussetzungen, Flora und Fauna sowie die Geologie (Wasser, Gesteinsformationen und Bodenarten) des Wadisystems erforscht.